# بوواوا (استان اوپوله)
بوواوا (به لهستانی:  Buława) یک روستا در لهستان است که در گمینا ستژلچکی واقع شده‌است. بوواوا ۱۲۰ نفر جمعیت دارد.